# Sonic the Hedgehog Spinball
Pour les articles homonymes, voir Sonic Spinball.
Sonic the Hedgehog Spinball (ou plus simplement Sonic Spinball) est un jeu vidéo de flipper, développé par Sega Technical Institute, sorti sur Mega Drive en novembre 1993.

## Scénario
Eggman a construit sur un volcan la Veg-O-Fortress qui profite de la puissance du magma pour transformer tous les animaux en robots. Sonic part détruire la forteresse et vaincre Eggman, mais il doit faire face au système de défense installé par Eggman, proche dans le principe d'un flipper...

## Système de jeu
Le joueur dirige Sonic, lorsqu'il est hors du flipper, ou le flipper lorsque Sonic est à l'intérieur, bien que contrôler Sonic ne serve qu'à le faire rentrer dans le flipper.
Une touche sert à activer le flipper gauche, une autre le flipper droit et la dernière touche les deux simultanément. Lorsque Sonic est dans le flipper, il est possible de forcer sa direction en appuyant sur une des touches directionnelles.
Le but du jeu est d'attraper des émeraudes cachées dans le flipper. Il faudra d'abord libérer la voie pour y accéder, puis les attraper. Les niveaux se concluent par l'affrontement contre un boss.
À la fin de chacun des stages, un mini-jeu de flipper est disponible. Le mini-jeu se déroule dans un vrai flipper, avec Sonic aux commandes.
La collecte de tous les anneaux d'un niveau enclenchera un anneau d'étoile. Passer à l'intérieur amène à notre niveau bonus, similaire aux autres sauf qu'il y a trois billes simultanément dans le flipper.

## Niveaux
- Sub Terrania - censé être juste avant Toxic Caves, Sub Terrania avait été créé par Brenda Ross, puis effacé. Il en reste une partie dans le jeu final. En effet, l'eau en bas de Toxic Caves était originellement prévue pour Sub Terrania.

- Les Grottes Toxiques (Toxic Caves) : le niveau se déroule dans le système d'égout de la forteresse.
  - Boss : Scorpius
  - Niveau bonus : Enfermé vivant (Trapped Alive)
- La Centrale à Lave (Lava Powerhouse) : la station géothermique.
  - Boss : Les robot-chaudières (The Robo-boiler)
  - Niveau bonus : Robo souriant (Robo Smile)
- La Machine (The Machine) : l'usine fabriquant des robots.
  - Boss : Veg-O Machine
  - Niveau bonus : La marche (The March)
- L'épreuve de force (The Showdown) : une aire de lancement, où Eggman tente de s'échapper.
  - Boss : Eggman's Ship

## Équipe de développement
- Réalisateur STI : Roger Hector
- Producteur : Yutaka Sugano
- Concepteur : Peter Morawiec
- Programmeurs : Dennis Koble, Lee Actor, Ken Rose, Steve Woita, Jason Plumb, Earl Stratton, Dave Sanner, Scott Chandler
- Game Design : Peter Morawiec, Hoyt Ng
- Directeur artistique : John Duggan
- Artistes : Katsuhiko Sato, Tom Payne, Craig Stitt, Brenda Ross, Kurt Peterson
- Musique & SFX : Brian Coburn, Barry Blum, Howard Drossin

## À noter
- L'équipe de Sonic Spinball avait d'abord placé le thème de Sonic en introduction, ignorant que les droits revenaient à Dreams Come True. Ce n'est qu'au dernier moment que Howard Drossin, le compositeur, créa une musique pour la remplacer.
- Le jeu est disponible dans quatre compilations : Sega Smash Pack (avec Ecco the Dolphin et Golden Axe), Sonic Mega Collection, Sonic Mega Collection Plus et Sega Mega Drive Ultimate Collection.
- Les artistes du jeu Brenda Ross, Craig Stitt, et Tom Payne ont aussi été artistes pour Sonic the Hedgehog 2. Leurs niveaux n'ont pas été inclus dans la version finale du jeu. Craig Stitt avait créé Hidden Palace Zone, et Tom Payne Genocide City Zone, tous les deux ayant donc été effacés. Ils ont alors décidé de retravailler Hidden Palace qui devint Toxic Caves (le fond du niveau est similaire au sol de Hidden Palace) et Genocide City devint The Machine.